# Байер, Кристин
Кристин Байер (нем. Christine Beier; род. 12 декабря 1983, Кириц, ГДР) — немецкая гандболистка, защитник клуба «Фуксе Берлин» и женской сборной Германии.

## Карьера

### Клубная
Воспитанница школы клуба «Локомотив» из Рангсдорфа. Выступала во 2-й гандбольной Бундеслиге в составе «Берлинер ФГ 49», в сезоне 2006/2007 отметилась 189 голами. С 2007 по 2013 годы защищала цвета команды «Франкфурт», после её банкротствта перебралась в Берлин в состав клуба «Фуксе Берлин».

### В сборной
Дебютировала 7 марта 2009 в матче против сборной Румынии. На чемпионате мира 2009 года заняла 7-е место. В активе 58 игр за сборную и 66 голов.